# Centres de détention israéliens de la guerre de 1948-1949
Les centres de détention israéliens de la guerre de 1948-1949 sont mis en place durant la Guerre israélo-arabe de 1948-1949 et concernent d'une part des combattants attestés des forces arabes et d'autre part des civils palestiniens en âge de conscription qui formeront la majorité des détenus. Les centres sont constitués de cinq camps principaux dont quatre officiels et au moins dix-sept facilités périphériques non-officielles. Les chiffres officiel fournis au Comité international de la Croix Rouge indiquent 6 360 prisonniers en janvier 1949. Les historiens estiment que le nombre réel aurait pu aller jusqu'à 9 000. Ils sont libérés pour l'essentiel en 1949 mais certaines détentions se poursuivront jusqu'en 1955. Outre la fonction de détention de prisonniers de guerre, les centres serviront de camp de travail. Le CICR signale plusieurs infractions au droit de la guerre tandis que des témoignages de détenus indiquent des maltraitances allant jusqu'à des détenus tués sous de faux prétextes de tentative d'évasion.

## Noms
Les historiens les appellent soit « camps de travail », soit « camps de détention », pour mieux traduire la réalité de ces camps ; la Croix-Rouge les a appelés « camps de prisonniers de guerre », et l'économiste palestinien (en)Yusif Sayigh préfère aussi cette appellation car elle fournit un argument pour une protection légale des prisonniers. Le chef du camp no 793 de Sarafand appelait son camp un « enclos à bétail ».

## Capture des prisonniers
Le plan Daleth de la Haganah prévoyait l’expulsion d’un maximum d’Arabes du futur État juif, et donc n’avait pas envisagé de prisonniers. Mais lors de la guerre israélo-arabe, l’armée israélienne fait des prisonniers dans les armées arabes. Lors des massacres de Lydda et Ramle, de nombreux hommes n’ont pas été expulsés mais faits prisonniers. L’opération Hiram a aussi l’occasion de faire de nombreuses rafles de prisonniers civils. Les prisonniers étaient amenés aux camps soit en bus, soit par des marches forcées.
De nombreux civils palestiniens, hommes entre 16 et 55 ans, y étaient aussi emprisonnés, bien que non-combattants. Au moins 90 hommes étaient des vieillards, et 77 des enfants de moins de 15 ans. D’après les dossiers israéliens, 82 % des prisonniers étaient civils, et 85 % Palestiniens. Les 15 % restants étaient des militaires des puissances belligérantes[réf. à confirmer]. Ces prisonniers ont été sélectionnés en vertu de la législation d’urgence de soutien à l’économie israélienne, handicapée par la mobilisation de nombreux jeunes hommes et femmes par les opérations militaires. Le critère officiel de sélection était les hommes en âge de combattre, soit de 15 à 55 ans. Selon le journaliste israélien Aaron Klein, les directives de sélection se limitaient à « tout ennemi arabe jugé suspect » ; c’est ainsi que des enfants de 10 ans ont pu être déportés en camps. L'historien israélien Ilan Pappé rapporte également des actes de barbarie.
Le total de ces prisonniers de guerre palestiniens enfermés dans ces camps de concentration et de travail forcé est estimé à environ 8 300. Selon les archives israéliennes, 6736 d'entre eux furent expulsés d'Israël, 1610 étant autorisés à y rester .

## Les camps
Le premier camp est établi près de Jaffa, à l’emplacement du village arabe expulsé d'Ijlil al-Qibliyya. Rapidement, les besoins croissent, et l’État d’Israël réutilise des camps destinés initialement aux immigrants juifs illégaux du temps du mandat britannique sur la Palestine, à Atlit et à Sarafand al-Amar (en). 
Tous ces camps ont une capacité d’accueil entre 1 000 et 3 000 prisonniers ; ils sont dirigés par d’anciens officiers britanniques ayant démissionné au moment de la fin du mandat britannique, et les gardiens appartiennent aux milices juives d’extrême-droite, l’Irgoun et le Lehi,. Un quatrième camp fut établi à Tel Letwinsky. Certains gardiens juifs étaient passés par les camps de concentration nazis. D’autres camps, non-officiels, ont aussi existé ; le plus important, celui d’Oum Khalid (en), se trouvait près de Netanya. Un total de 22 autres camps a existé ; ils ressemblaient plus à des kommandos du régime nazi, utilisant la plupart du temps un local un peu vaste disponible à ce moment-là (poste de police, école, maison de notable abandonnée) pour interner entre quelques dizaines et 200 prisonniers. Des camps se trouvaient à Beersheba, Julis (en), Bayt Daras (en), Bayt Nabala (en) et à Jérusalem.
Le camp d’Umm Khalid ne fut qu’un camp de travail ; aucun prisonnier de guerre n’y fut interné.
Dans les grands camps, les prisonniers dormaient sous des tentes, été comme hiver, malades ou bien portants. Certaines tentes étaient déchirées. Il arrivait que la cantine ne fonctionne pas pendant des périodes prolongées ; d’autres prisonniers racontent avoir été affamés.
La discipline y était très dure : outre les tentatives d’évasion sanctionnées d’exécutions sommaires, des punitions collectives humiliantes étaient infligées aux prisonniers. En-dehors de cette discipline, Aaron Klein, qui a eu accès à toutes les archives militaires israéliennes, informe que les officiers de renseignement étaient autorisés par leur hiérarchie à décider à tout moment de l’exécution d’un prisonnier.
Les prisonniers palestiniens étaient utilisés pour des travaux de force (assèchement de marais, travaux routiers, déblaiement des villages arabes détruits par l’armée israélienne, enterrements), mais aussi le transport des biens arabes pillés. Le comité international de la Croix-Rouge a décrit leurs conditions de travail comme de l’esclavage.
La propagande israélienne tentait d'inculquer aux Arabes restés en Israël l’idée de la supériorité des Israéliens.

## Libération
Le comité international de la Croix-Rouge fait pression sur le gouvernement d’Israël, ce qui aboutit à de premières libérations fin 1949. Les derniers prisonniers sont libérés en 1955. [réf. nécessaire].
Les 744 prisonniers de Sarafand font une grève de la faim contre la décision d’Israël de les expulser vers la Jordanie (qui refuse de les accueillir).
La plupart des prisonniers ont passé entre 6 et 18 mois dans ces camps, avant d’être expulsés hors d’Israël. 78 % des prisonniers ont été expulsés hors d’Israël, et 22 % (1619) sont autorisés à rester, dont 771 étaient originaires de Nazareth. Les Arabes chrétiens ont été plus nombreux à être autorisés à rester que les Arabes musulmans ; parmi les Arabes qui purent rester, certains furent déportés en temps de paix, comme les habitants du village de al-Majdal en 1951.

## Historiographie et mémoire
Pour les anciens prisonniers, cette difficile expérience n’était pas un sujet dont ils parlaient, car ils la considéraient comme beaucoup moins grave que la Nakba de 1948. Les gardiens eux-mêmes n’en ont pas parlé, humiliés qu’ils étaient de ne pas avoir servi dans des unités combattantes. 
Au camp israélien d’Atlit, un musée a été installé en souvenir de la période où il a servi à interner les immigrants juifs illégaux pendant la période de la Palestine mandataire et de celle où il a servi à accueillir les migrants juifs après la Seconde Guerre mondiale ; aucun des employés du musée n’était[Quand ?] au courant qu’il avait également servi de camp de travail forcé pour les Palestiniens.
Le phénomène n’est étudié qu’à partir des années 2010 et reste peu alimenté par la recherche, qui se base sur les témoignages des survivants et les archives de la Croix-Rouge et des archives israéliennes. Les archives de l’État d’Israël, les archives des forces de défense d'Israël et des établissements de défense et les archives nationales britanniques ont été mises à contribution.